# Истлейк, Чарльз Локк
Чарльз Локк Истлейк (англ. Charles Lock Eastlake; 17 ноября 1793, Плимут — 24 декабря 1865, Пиза) — британский художник. Муж английской писательницы Элизабет Истлейк.

## Биография
Чарльз Локк Истлейк родился 17 ноября 1793 года в городе Плимуте. В 1809 году поступил в училище Королевской Академии художеств. Его первой заметной работой стало полотно «Наполеон на борту „Беллерофонта“» (1815).

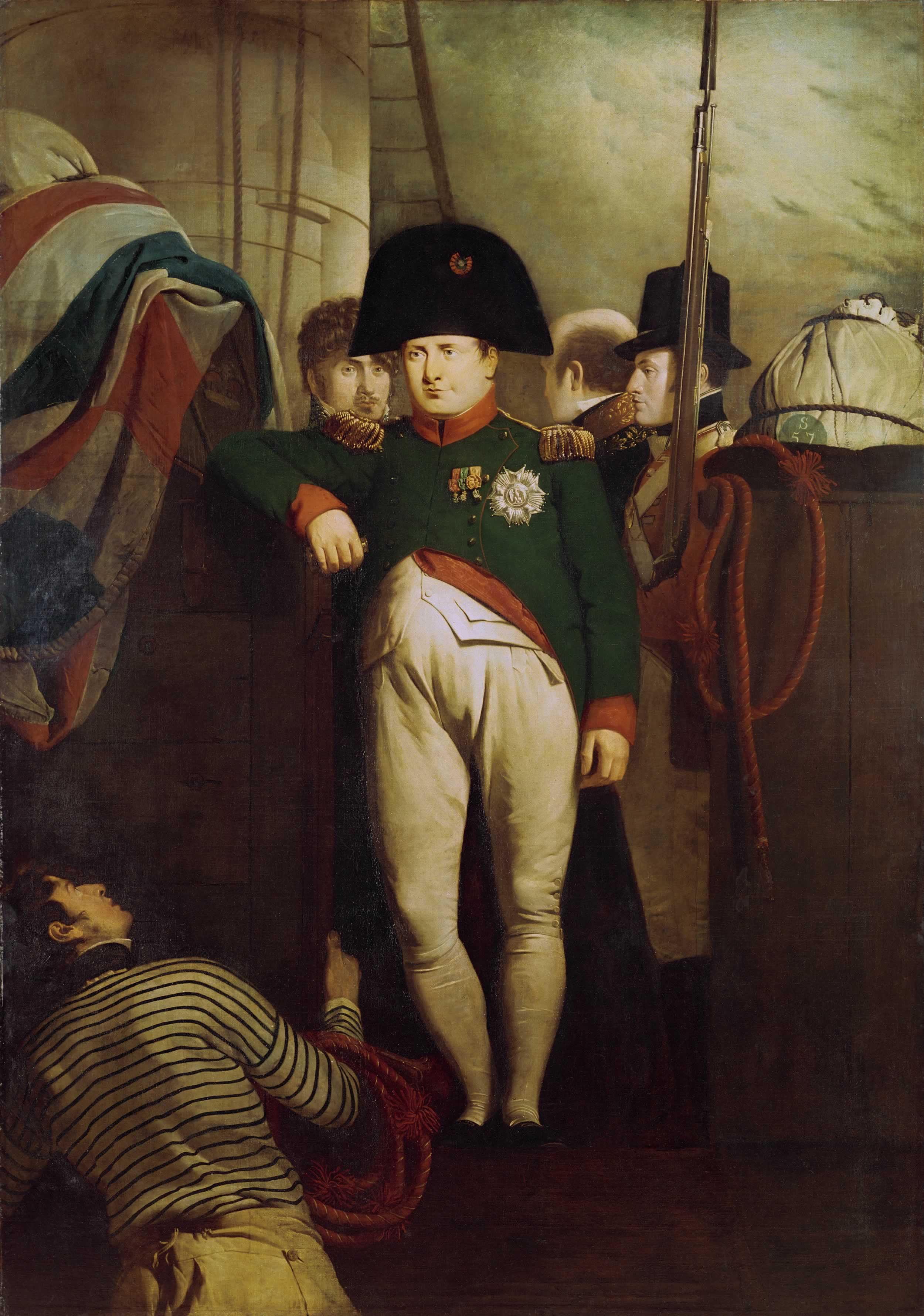
Наполеон на борту «Беллерофонта» (1815)

Последующие 15 лет Истлейк провёл преимущественно на континенте, в том числе в Париже, Неаполе, Афинах и, конечно, в Риме, где им, в частности, были созданы портреты тогда же находившихся там же его старших коллег Лоуренса и Тёрнера. Регулярно присылая свои работы на ежегодные выставки Академии, он в 1827 г. был избран её членом. В Италии занимался изучением и описанием произведений итальянской живописи эпохи Возрождения. В 1858 году первым составил описание полиптиха капеллы Уффредуччи из церкви Святого Франциска в Фермо Витторе Кривелли, который в то время принадлежал семье Винчи.
Помимо собственно занятий живописью, Истлейк перевёл с немецкого трактат Гёте «Учение о цветах» и «Руководство по истории живописи» Франца Куглера, а сам написал «Материалы к истории масляной живописи» (англ. Materials for a History of Oil Painting; 1847). Благодаря репутации одновременно практика и теоретика он в 1841 году был приглашён возглавить государственную Комиссию по изящным искусствам, ведающую вопросами государственного патроната на искусством, а в 1843 году был назначен хранителем Национальной галереи.
В 1849 году в стенах его дома английский адвокат Беленден Кер (англ. Belenden Ker) предложил создать Арундельское общество, которое на протяжении полувека занималось популяризацией искусства в Великобритании и за её пределами.
В 1850 году Истлейк был избран президентом Королевской Академии художеств, а в 1853 году стал первым президентом британского Фотографического общества.
Чарльз Локк Истлейк умер 24 декабря 1865 года в Пизе и был похоронен на кладбище Кенсал-Грин.

## Галерея

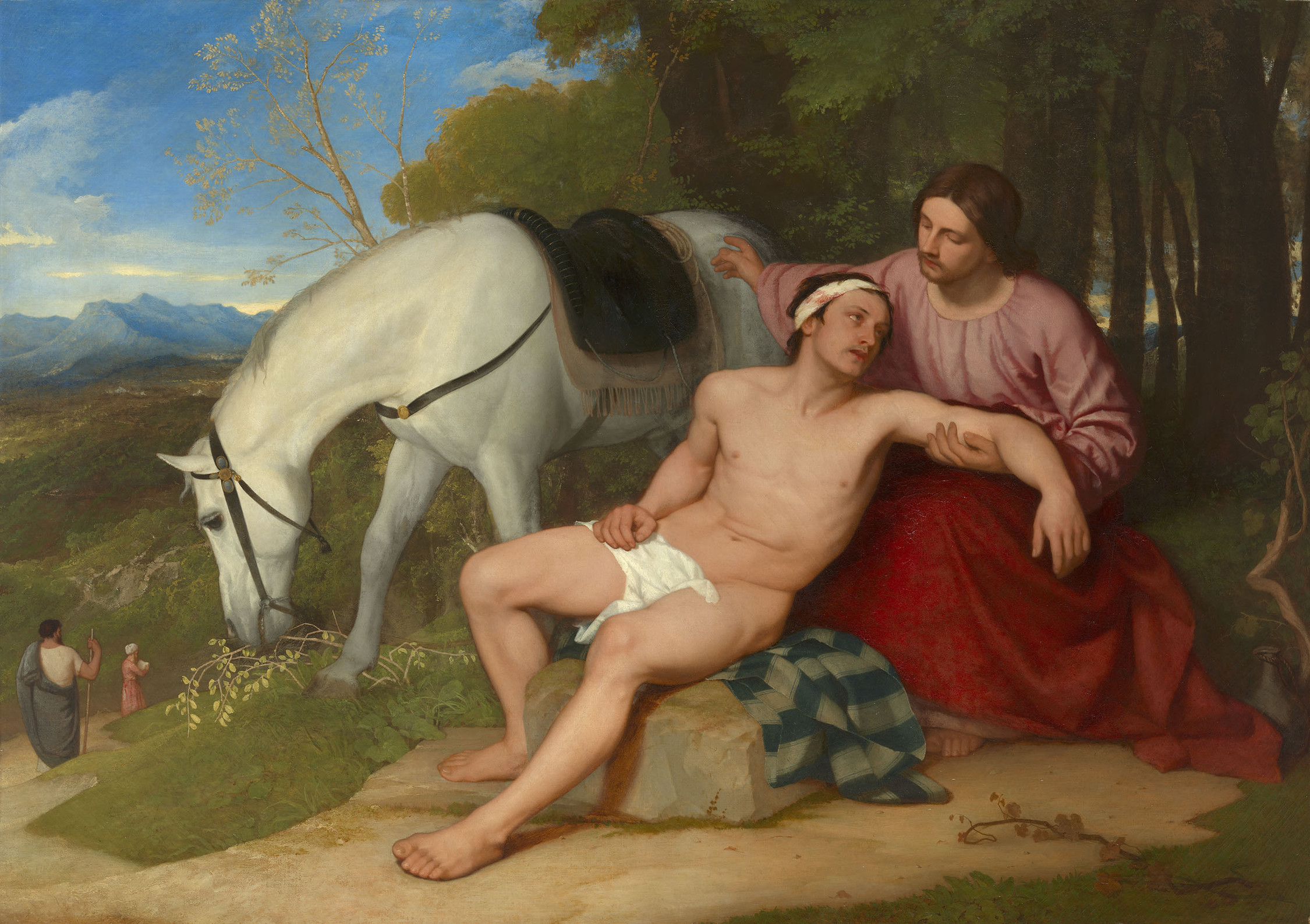
Добрый самаритянин.
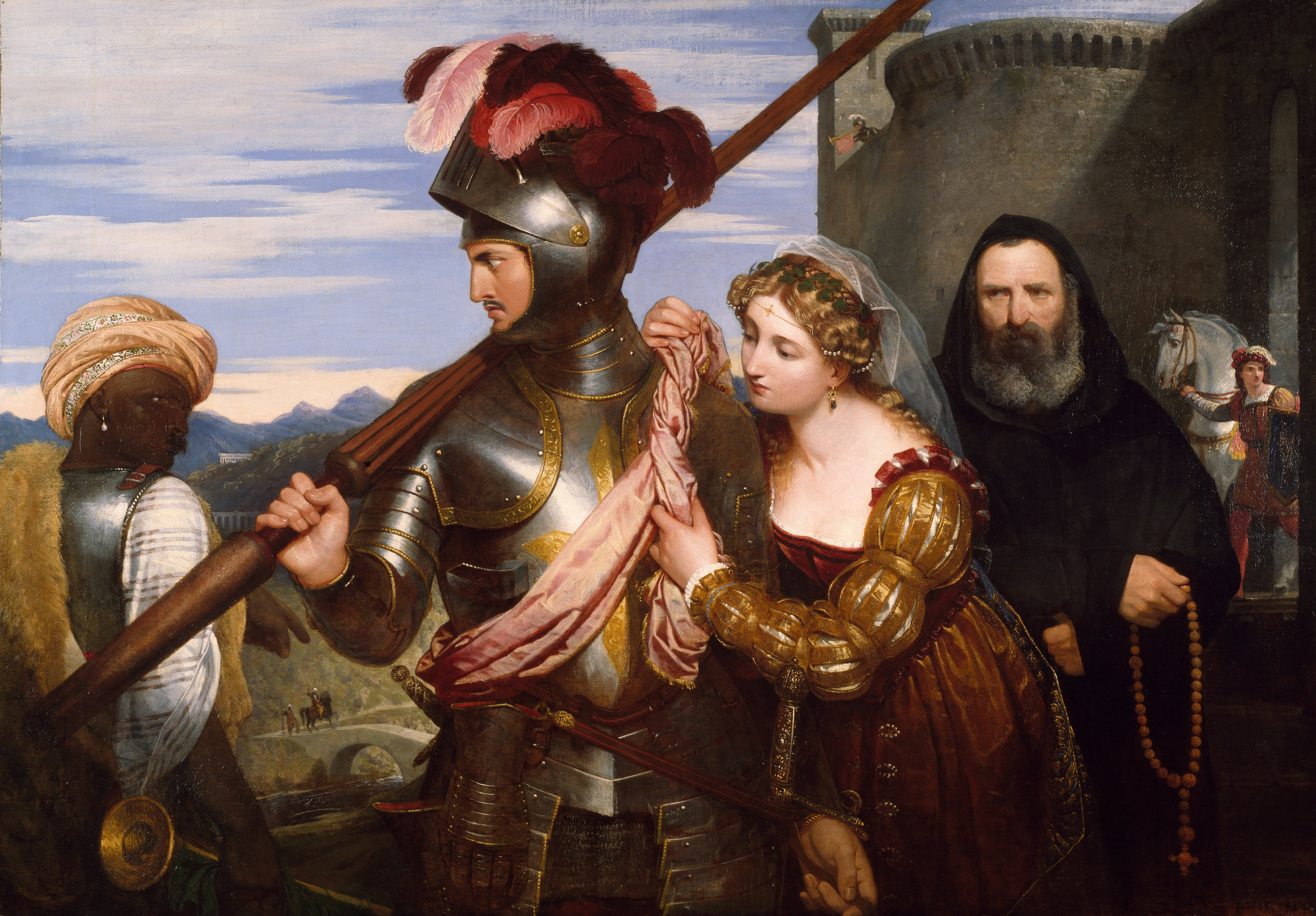
Победитель турнира.
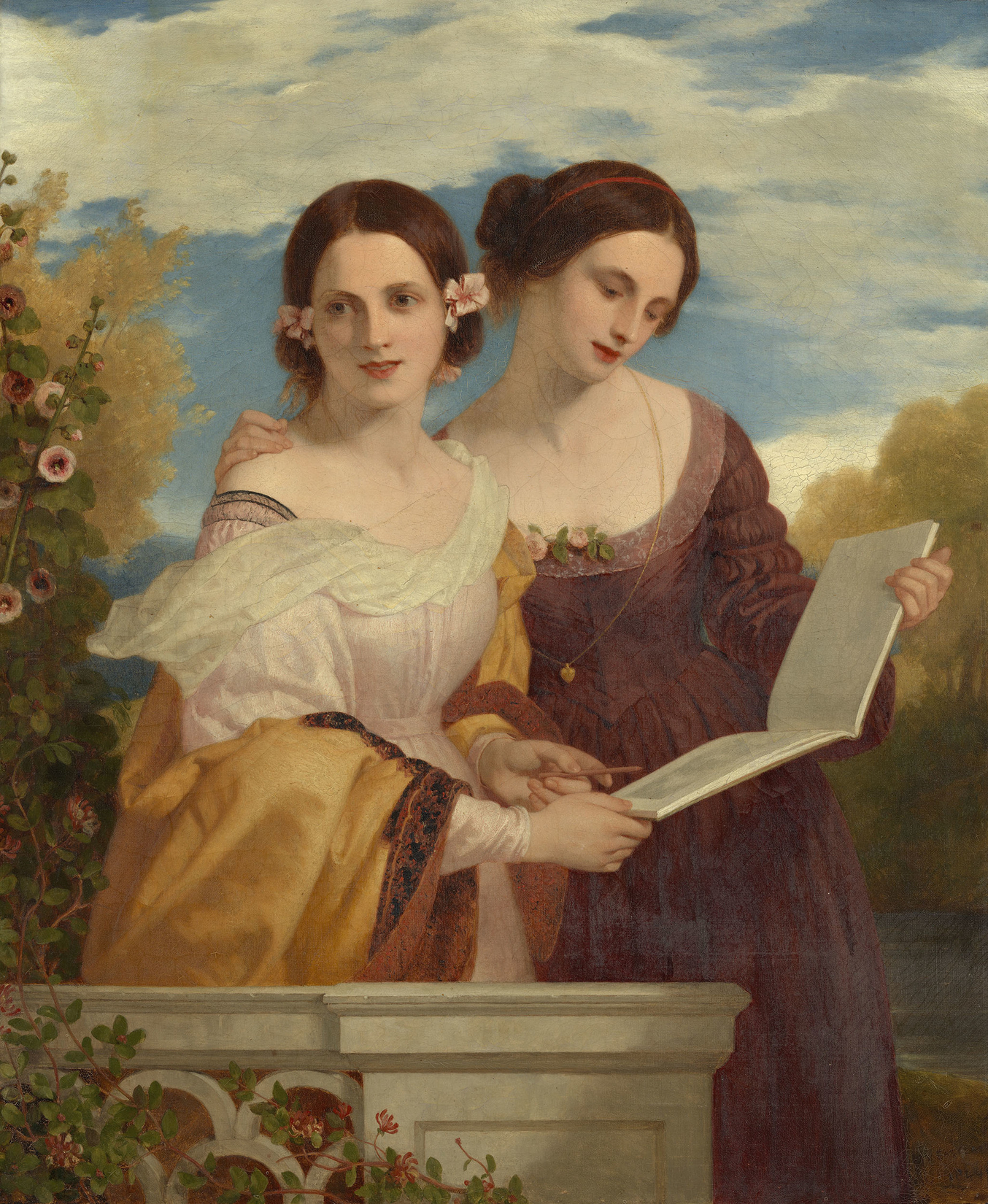
Сёстры.
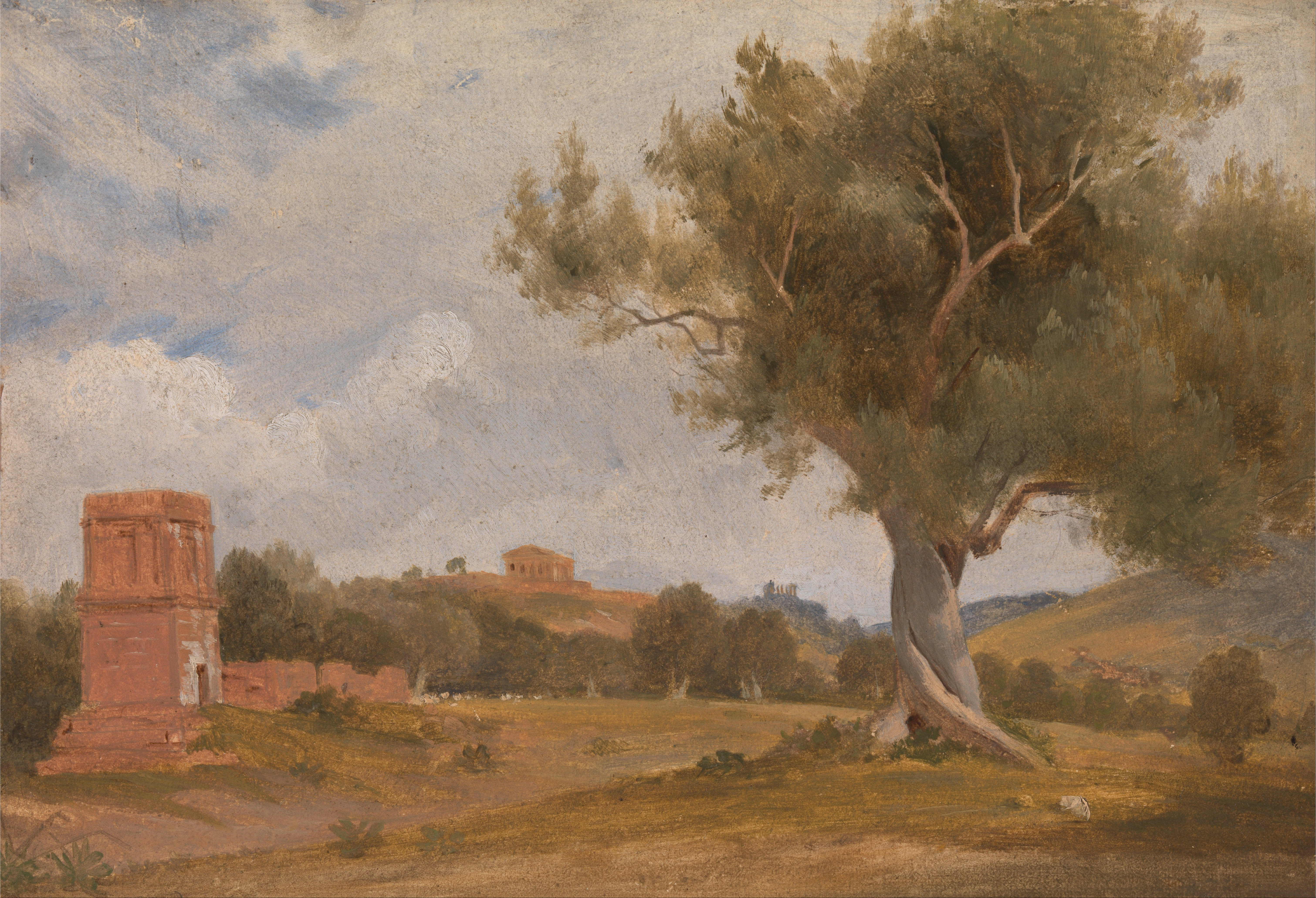
Античные руины на Сицилии.
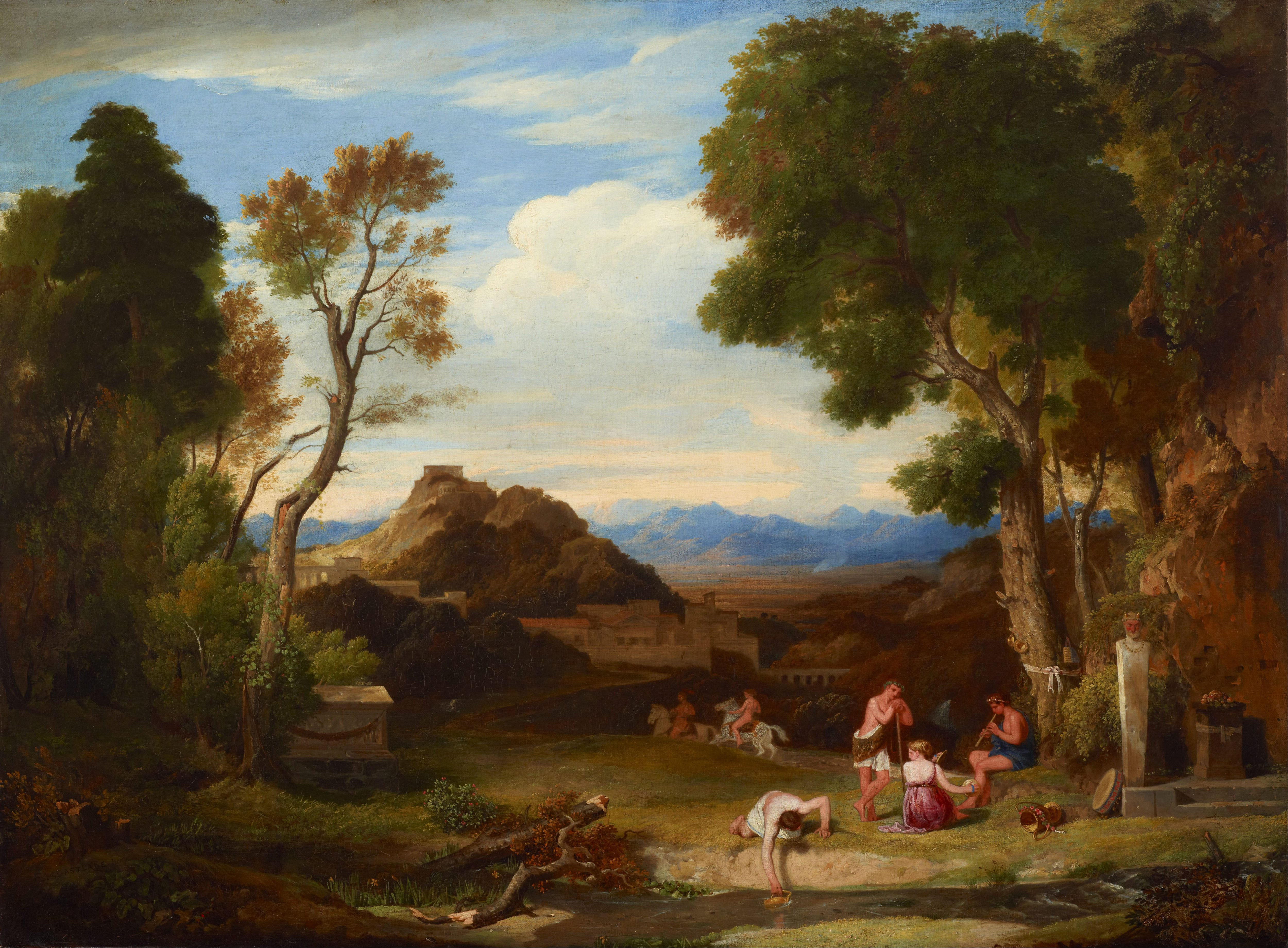
Классический пейзаж.
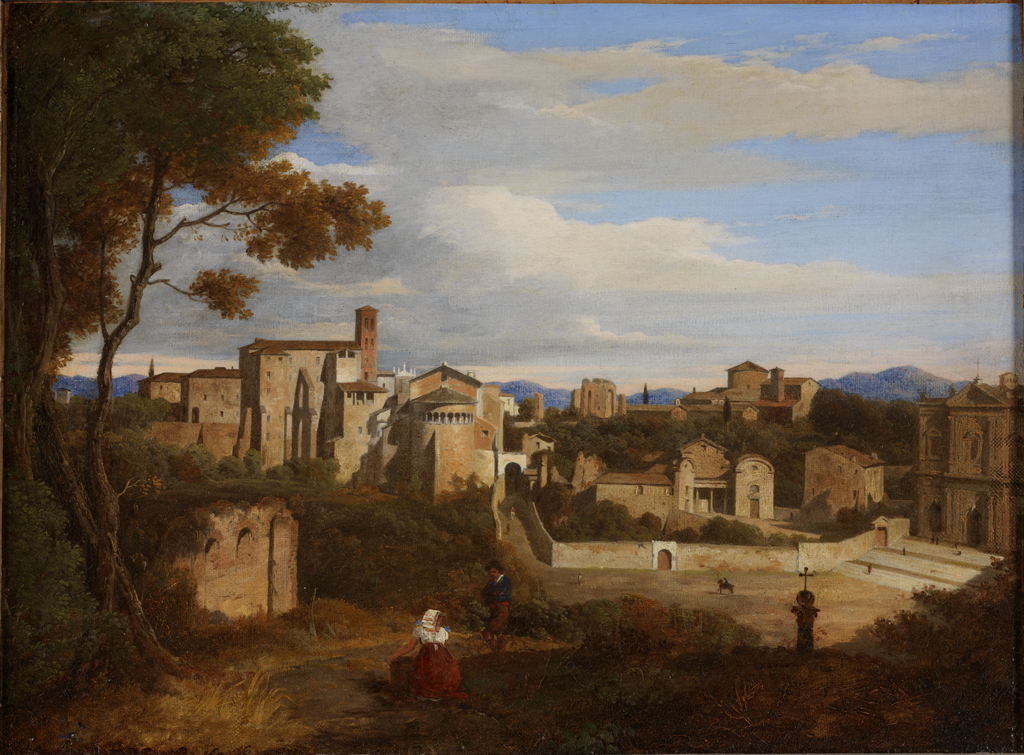
Вид на Рим с Палатинского холма.
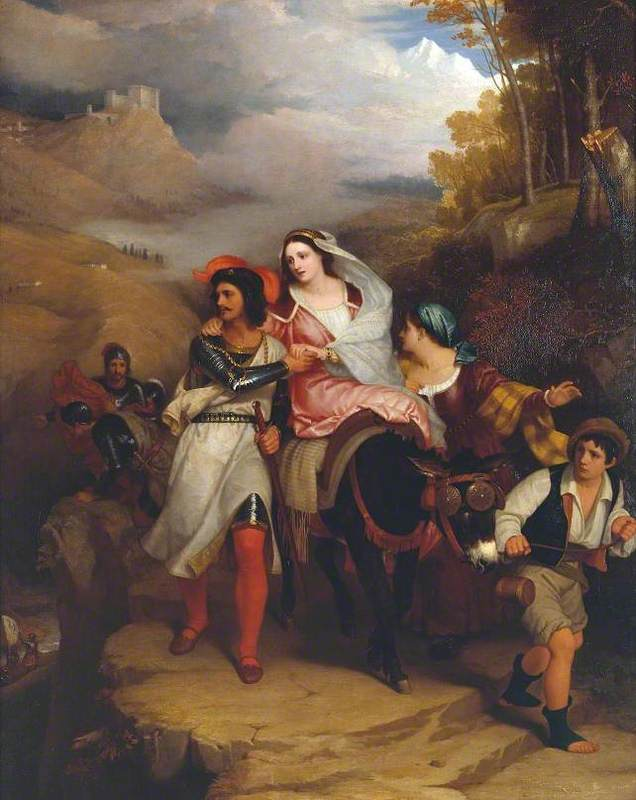
Эпизод из итальянской истории.
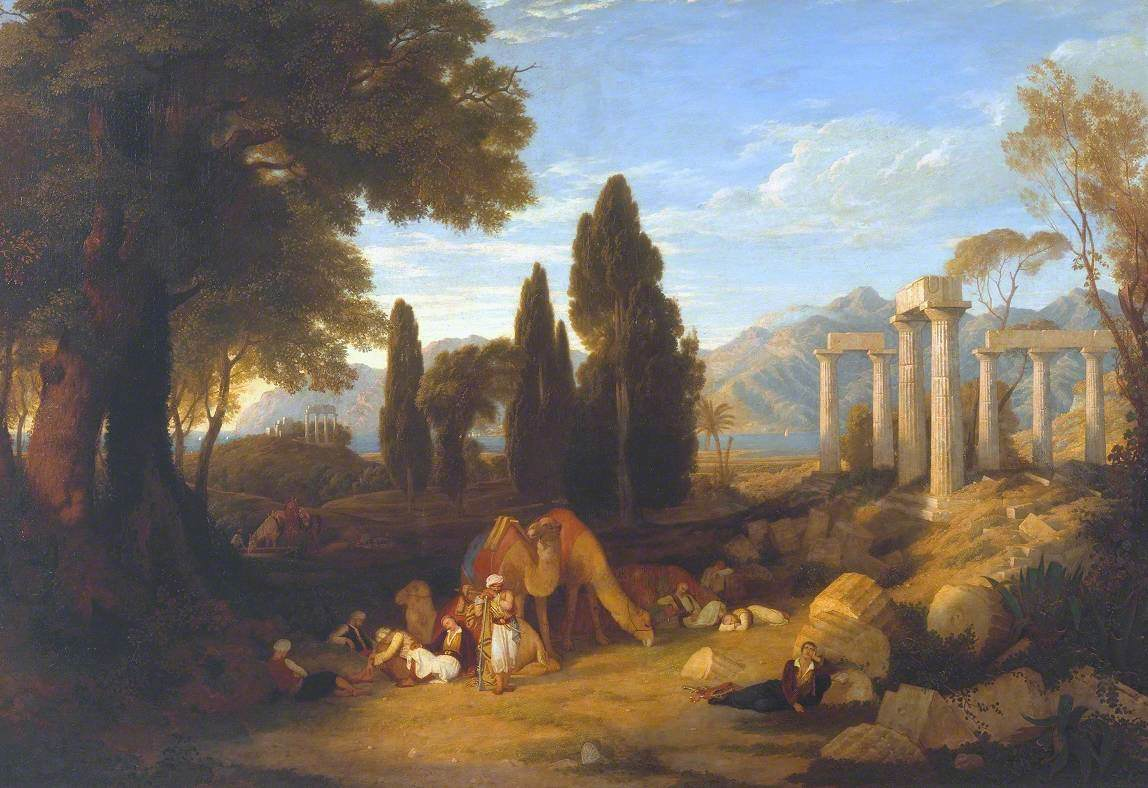
Мечтания лорда Байрона.